# Hitman: Absolution
Hitman: Absolution è il quinto episodio della serie di videogiochi Hitman sviluppato da IO Interactive per PC, PlayStation 3, Xbox 360, PlayStation 4 e Xbox One e successivamente portato su MacOS da Feral Interactive. 
Considerato uno dei migliori videogiochi stealth di sempre, ha venduto 3,6 milioni di copie, diventando il terzo capitolo della serie più venduto in assoluto.
Nel 2019 è uscita la Hitman Enhanced Collection, che comprende il quarto titolo della saga, "Hitman: Blood Money" e "Hitman: Absolution."

## Trama
Il gioco inizia con l'Agente 47 incaricato di assassinare Diana Burnwood, il suo storico contatto. 47, nonostante Diana l'abbia salvato alla fine di Blood Money, si dirige verso la villa in cui vive, pronto a portare a termine il suo lavoro. Il contatto questa volta è un certo Travis, che fa parte dell'Agenzia. In punto di morte, Diana chiede a 47 di vegliare su una giovane ragazza di nome Victoria, persona che vale milioni di dollari per l'Agenzia. 47 mantiene la promessa e mette sotto la sua ala protettrice Victoria, la misteriosa ragazza che Travis sta cercando da tempo.
In seguito, 47 va da un informatore col nome in codice Birdie, che lo aiuta a capire chi si è messo sulle tracce di Victoria. Birdie chiama 47 e gli dice di dirigersi all'Hotel Terminus, dove si trova un certo Blake Dexter, un milionario senza scrupoli. L'uomo, capo delle Dexter Industries, è sulle tracce di Victoria, sapendo che la ragazza vale milioni di dollari. 47 raggiunge la sua camera, ma viene stordito da Sanchez, la guardia personale di Blake. Blake dà fuoco alla stanza e 47 comincia a fuggire usando le scale per arrivare al tetto e infine entrare in un altro edificio, una biblioteca abbandonata. Attraversandola, si ritroverà in un condominio abitato da hippies che coltivano marijuana. 47 dovrà raggiungere la stazione del tram. Nonostante le linee bloccate dalla polizia, 47 ne sblocca una dalla cabina di controllo e fugge.
La polizia continua a cercare 47, mentre lui si avvia al Vixen Club, un locale a luci rosse gestito da Dom Osmond. 47 assassina Osmond, l'informatore di Blake Dexter, e si infiltra nel suo ufficio. Dopo aver raccolto le informazioni necessarie sui suoi nemici, 47 torna all'orfanotrofio Rosewood, luogo dove ha nascosto Victoria. Quando 47 torna, riesce momentaneamente a tenere al sicuro Victoria, ma gli uomini di Wade, altro alleato di Dexter, sono già sul posto, insieme al figlio di Blake, Lenny, informati precedentemente da Osmond grazie alle sue informazioni. Wade riesce a catturare Victoria e 47 lo segue nei sotterranei. Lì partirà uno scontro a fuoco tra 47, Wade e la sua banda dove questi ultimi perdono la vita. Lenny prende come ostaggio Victoria e la porta via, tornando a Hope, Dakota del Sud, la piccola città controllata da suo padre. 47 arriva a Hope, chiedendo di Lenny a un barista del posto. Prima però, 47 si sposta all'armeria McGarmond, dove Birdie ha lasciato le sue Silverballer, dopo che 47 le aveva usate come scambio per delle informazioni. 47 recupera le sue pistole e si rimette sulle tracce di Lenny. Dopo aver appreso la sua posizione, fa fuori la gang di Lenny e lo cattura, portandolo nel deserto per interrogarlo. Lenny comunica a 47 che Victoria è tenuta nei laboratori non autorizzati delle Blake Industries, e 47 si dirige lì. Lenny rimane da solo, nel deserto, e muore di sete.
47 giunge alle Dexter Industries, dove dopo aver ucciso i ricercatori più importanti, scopre che Victoria non si trova più in quel luogo. Si incammina quindi da Sanchez, impegnato in un incontro di lotta libera contro un certo Patriota. Dopo aver assassinato Sanchez, 47 si ritira in un motel, che poco dopo viene invaso dalle Saints, un gruppo scelto di assassine. Le Saints vengono però eliminate una dopo l'altra da 47, e questi riesce a fuggire. 47 si reca al tribunale di Hope, dove è detenuta Victoria. Il posto è comandato dal corrotto sceriffo Skurky che tende un agguato a 47 riuscendo a tramortirlo e legarlo, per poi interrogarlo cercando di capire dove aveva portato il figlio di Blake. Dopo il pestaggio, Skurky si allontana e 47 riesce a liberarsi e a fuggire dalla stazione di polizia. L'Agenzia ha deciso di prendere in mano la situazione, invadendo la città e mettendosi sulle tracce di 47, di Blake Dexter e di chiunque altro avesse a che fare con lui. Dopo aver raggiunto la fiera di Hope, muovendosi fra le squadre tattiche dell'Agenzia che setacciano ogni edificio, 47 raggiunge la periferia e trova Skurky, il quale si rifugia in una chiesa. 47 estorce allo sceriffo il luogo dove Dexter e la sua assistente personale Layla trattengono Victoria. Il sicario lascia Hope messa a ferro e fuoco dalle truppe dell'Agenzia. Si dipinge una scena molto cinematografica: 47 si allontana dalla periferia di Hope da dove si può notare la città in fiamme, con in sottofondo l'Ave Maria, colonna sonora portante dello scorso titolo.
Dexter si rifugia nel suo attico a Blackwater Park, un comprensorio di lusso. Blake tiene in ostaggio Victoria, ma chiede un riscatto di 10 milioni di dollari a Travis. Nel mentre, 47 si infiltra ai piani superiori, assassinando Layla. Blake, invece, si rifugia all'eliporto sul tetto del Blackwater Park. Poco prima che 47 raggiunga il tetto, Victoria mostra le sue incredibili abilità da assassino, eliminando diverse guardie di Blake in pochi secondi. Blake decide di aspettare notizie da Layla, senza sapere che ella è in realtà morta. 47 raggiunge il tetto, uccide Dexter e mette finalmente in salvo Victoria. 
Sei mesi dopo, 47 si reca al cimitero dove è sepolta Diana, posto dove si trovano Travis e Jade, la sua consigliera. Travis sospetta che in realtà Diana non sia morta e pertanto ha ordinato di aprire la tomba dei Burnwood per riesumarne la salma. 47 riesce a raggiungere Jade e, dopo averla eliminata, si dirige da Travis, protetto da tre Pretoriani, agenti tattici estremamente pericolosi. Caduti i Pretoriani, Travis si barrica nel forno crematorio del cimitero, ma 47 fa saltare in aria la porta blindata ferendo quasi a morte il suo ex contatto. Quest'ultimo, chiede a 47 se Diana è davvero morta, ma 47 gli risponde: «Non lo saprai mai» freddandolo con un colpo alla testa. 
Nel finale viene rivelato che Diana in realtà non è mai morta e che probabilmente 47 ne fosse a conoscenza dall'inizio e che le abbia inflitto volontariamente un colpo non letale. Dopo aver ricevuto da Diana un messaggio di bentornato nell'Agenzia e le sue congratulazioni per il completamento della "missione", 47 osserva Victoria con un fucile di precisione, con Diana accanto alla ragazza.
L'ultimo filmato mostra il detective del Chicago Police Department Cosmo Faulkner che si chiede chi sia 47, dopo aver passato giorni a investigare su di lui. Improvvisamente nel suo ufficio entra Birdie, che ha intenzione di vendere la sua identità.

## Missioni
- 1. Una faccenda privata

47 è incaricato di assassinare Diana nella sua stessa villa, rea (secondo quanto viene detto a 47 da Travis) di aver tradito l'agenzia cancellando tutti gli account e trafugando dati. Dopo l'inserimento attraverso i giardini si passerà dalle cucine fino a raggiungere il bagno, dove Hitman sparerà a Diana mentre si fa la doccia.
- 2. Il Re di Chinatown

Birdie chiede a 47 di far fuori un suo concorrente, che si fa chiamare con il nome di "Re di Chinatown". La missione è complicata dalla presenza di molti testimoni civili e poliziotti a lui fedeli, ma sono presenti almeno dodici modi per eliminarlo, dall'avvelenamento al cecchinaggio.
- 3. Terminus

Birdie comunica a 47 la posizione di Dexter (in cambio delle Silverballers), che si trova all'Hotel Terminus. L'ex-sicario dell'ICA si infiltra nel vecchio complesso del XIX secolo con l'intenzione di eliminare il produttore d'armi e con lui tutte le minacce a Victoria, ma viene messo fuori combattimento da Sanchez. Dexter uccide una cameriera del servizio in camera e mette in scena l'omicidio di modo da far sembrare 47 colpevole. Poi si dilegua con la fida consigliera Layla dando fuoco alla camera.
- 4. Fuga per la vita

47 si risveglia circondato dalle fiamme, accanto alla cameriera morta. Avverte l'arrivo della polizia di Chicago e comincia a fuggire sotto gli occhi di Cosmo Faulkner, che condurrà fino al termine del gioco (e forse oltre) le indagini sull'omicidio. La fuga attraverso i tetti porta 47 prima in una biblioteca, poi nuovamente sui tetti, sotto il tiro di un elicottero. Quindi si entra in un sottotetto adibito a serra per piante di marijuana e, infine, in una stazione metropolitana dalla quale 47 riuscirà a fuggire.
- 5. Cacciatore e preda

47, braccato dalla polizia, decide, su imbeccata di Birdie, di eliminare il proprietario del Vixen Club, Dom Osmond, prima che passi informazioni su Victoria a Wade e Dexter. Nonostante l'obiettivo venga eliminato, 47 viene a scoprire tramite un messaggio nella segreteria telefonica di Dom, che Wade è già sulle tracce di Birdie, deciso a farlo "cantare" su dove si trovi Victoria. L'uomo dell'ICA, ormai traditore, fugge dal locale verso Chinatown, ma non riesce a raggiungere il suo informatore prima che questo venga rapito da Wade.
- 6. Rosewood

L'orfanotrofio viene attaccato dalla banda di Wade, che fa una carneficina. 47 tenta di tenere al sicuro Victoria e di raggiungere sorella Mary nel seminterrato ma c'è un'interruzione di corrente durante la discesa in ascensore. Dopo aver recuperato 4 fusibili e aver riattivato la corrente 47 scende nel seminterrato, dove Lenny uccide accidentalemente sorella Mary. Infine Hitman elimina Wade ma non riesce a recuperare Victoria, rapita da Lenny.
- 7. Benvenuti a Hope

47 arriva a Hope, entra al "Great Balls of Fire", "saloon" locale dove provoca una rissa e approfitta della confusione per raggiungere il barista e ottenere informazioni su Lenny.
- 8. Il regalo di Birdie

47, su segnalazione di Birdie, recupera le sue Silverballer da un negozio d'armi. Per farlo è possibile sfidare la bella Lily Dukes al poligono oppure, aguzzando l'ingegno, trovare la combinazione della cassaforte nell'ufficio del proprietario del negozio in cui si trovano le chiavi della teca in cui sono esposte le Silverballers.
- 9. Una rasatura per Lenny

47 sgomina la banda di Lenny per le strade di Hope, eliminando i cinque soci di Lenny che gli guardano le spalle insieme ad un'abbondante banda di poliziotti corrotti. Infine, vestito da barbiere, rapisce Lenny per ottenere informazioni su Victoria.
- 10. Fine della strada

Lenny viene interrogato da 47 mentre si scava la fossa nel deserto, e rivela che Victoria si trova nel laboratorio delle industrie del padre. Il giocatore, ottenuta l'informazione, può decidere se lasciarlo morire nel deserto o ucciderlo con le armi da fuoco/bianche reperibili tutt'attorno.
- 11. Dexter Industries

Deciso a recuperare Victoria, 47 decide di affrontare da solo la sorveglianza delle Dexter Industries. Il punto di inserimento è il vicolo cieco che porta alle fabbriche. Attraverso le cave circostanti, raggiunge il compound dell'azienda per poi raggiungere i laboratori sotterranei della fabbrica.
- 12. Fabbrica della morte

47 si infiltra nei laboratori di ricerca, assassinando le menti più geniali del posto, più precisamente gli scienziati Marcus Green, Raymond Valentine e l'incaricato delle ricerche su Victoria, Warren Ashford, ma la ragazza è già stata trasferita in un altro luogo.
- 13. Incontro illegale

Non avendo trovato Victoria, 47 si dirige da Sanchez, l'unica persona in grado di dargli informazioni al riguardo. Qui il giocatore può anche decidere di affrontarlo sul ring, in un vero incontro in gabbia, utilizzando il travestimento dello sfidante chiamato "il Patriota". Unica pecca: è necessario lasciare le Silverballers all'ingresso del ring, ma potranno essere recuperate una volta vinto l'incontro.
- 14. L'attacco delle Saints

47 si ritira in un motel hawaiiano per poi venire attaccato dalle Saints, che lo costringono sulla difensiva. I molti agenti dell'ICA rendono difficile uscirne; la miglior soluzione è forse anche la più rumorosa, eliminandoli uno dopo l'altro dalla loggia. Nel parcheggio saranno eliminate Paxton e McCarthy. Quindi, una volta passati nel secondo scenario, anch'esso affollato di agenti di supporto, sarà la volta delle sorelle Dijana e Agnija Radoncic. Dopodiché 47 eliminerà Cain, Moorehead e Dixon nei campi di grano sul retro del motel. Al termine della missione 47 risponde a un cellulare che vibra a terra, la cui chiamata è di Travis.
- 15. La legge di Skurky

L'unico collegamento tra Victoria e 47 sembra ora essere il viscido e pervertito sceriffo di Hope, Clive Skurky. 47 lo rintraccia nel tribunale locale, dove presenzia all'udienza presieduta dal giudice di origine britannica Dennis Strickland. Per potersi infiltrare nelle celle di detenzione del tribunale di Hope in cerca della ragazza deve trovare un modo (uno dei tanti è l'eliminazione dell'imputato cospirazionista precedendolo in bagno dopo aver sabotato la trasmissione del video-prova) per passare la sicurezza. Quindi, una volta passato, dovrà farsi strada tra le celle e le guardie penitenziarie per trovare Victoria, tenuta in ostaggio da Skurky. Ma quando sembra fatta, 47 viene imprigionato e Victoria allontanata. Dopo un'altra fuga il giocatore uscirà finalmente dalla sezione dei prigionieri.
- 16. Operazione Martello

47 insegue Skurky, ferito alla gamba sinistra, mentre l'Agenzia occupa direttamente l'intero paese di campagna. Una cisterna trasportante materiale infiammabile si ribalta dando inizio ad un grande incendio. 47 si deve muovere in questo scenario per raggiungerlo e finirlo, attraverso magazzini, scantinati e la fiera della cittadina. Infine lo sceriffo viene raggiunto in una chiesetta della zona dove si è rifugiato. Il codardo usa il sacerdote come scudo umano e 47 ha una sola possibilità per farlo fuori con tiro rapido. Il sicario ora può tornare a Chicago sulle tracce di Victoria, dopo aver appreso da Skurky che la ragazza è stata trasferita al complesso residenziale di Blackwater Park, dove Dexter possiede l'intero attico.
- 17. Unico nel suo genere

47 fa visita a Tommy Clemenza, un sarto cieco che crea abiti di altissima qualità, per prendere un costume nuovo. Nello scantinato ci sono molti oggetti e travestimenti, tra cui quello da uccello già presente nella missione "A caccia di corvi" di Hitman: Blood Money. Sulla parete è inoltre presente un poster dell'Opéra di Parigi, altra missione dello stesso capitolo. Intanto Blake Dexter e Layla si incontrano con Travis e Jade Nguyen per finalizzare un accordo di 10 milioni di dollari in cambio della cessione della ragazza all'agenzia, ma il tutto si risolve solo con la fuga di Dexter col malloppo.
- 18. Blackwater Park

47 si dirige da Blake Dexter e quindi da Victoria, deciso a mettere fine a questa storia. Il punto di inserimento è quello del sottostante parco. Una volta infiltrato all'interno del complesso, chiuso per ordine di Dexter agli stessi abitanti, è necessario raggiungere l'attico attraverso un ascensore con riconoscimento della retina. Dopo un piacevole tragitto verso l'alto in compagnia del fattorino del sushi ordinato dalla signorina Stockton, 47 si infiltra nell'attico per eliminarla: non sarà facile, circondata com'è da uomini ben armati. Una volta eliminata la fedele Layla, 47 raggiungerà il tetto dove Blake Dexter sta fuggendo con la ragazza.
- 19. Conto alla rovescia

Appreso della morte di Layla, Dexter ordina di disporre esplosivi dall'alto potenziale distruttivo sul tetto per eliminare sotto il cemento l'inarrestabile 47. Tuttavia egli riesce a evitare le mine e gli uomini di guardia ed elimina il tanto odiato mercante d'armi. Victoria è finalmente salva.
- 20. Assoluzione

Travis, ossessionato dall'idea che Diana possa essere ancora viva, alcuni mesi dopo mette sottosopra il cimitero in Cornovaglia dove è sepolta. L'imponente dispiegamento di mezzi non è un problema per 47, che si fa strada tra le unità corazzate ed elimina prima Jade, poi i "pretoriani", i tre migliori uomini dell'agenzia posti a guardia di Travis, e infine lo stesso Benjamin Travis, che si è barricato nel crematorio in cima alla collina del cimitero inglese. In punto di morte chiederà a 47 se Diana è veramente morta, al che il sicario lo uccide rispondendo: "Non lo saprai mai".

## Hitman Sniper Challenge
Hitman Sniper Challenge è uno spin-off inizialmente disponibile solo per chi aveva prenotato il gioco in anticipo prima dell'uscita. Si tratta di una sfida di cecchinaggio divisa in varie prove, che consentirà di sbloccare dei potenziamenti da utilizzare nel corso del gioco. In seguito tale modalità è stata resa disponibile anche al resto dei giocatori.

## Sviluppo
IO Interactive ha iniziato a sviluppare il titolo subito dopo l'uscita di Hitman: Blood Money, lavorando sul motore grafico Glacier 2 in modo da dare un impatto grafico maggiore rispetto a quanto visto nel capitolo precedente. 
Il 6 maggio 2011 IO Interactive ha pubblicato il primo teaser trailer, dal canale ufficiale di YouTube. Il titolo è stato annunciato ufficialmente il 10 maggio del 2011, anche se le voci che vi fosse un nuovo Hitman in sviluppo erano precedenti all'annuncio ufficiale. Il gioco è stato presentato all'E3 dello stesso anno da Square Enix.
Per la realizzazione del gioco IO Interactive ha scelto la stessa tecnologia di performance capture utilizzata da James Cameron per il film Avatar, affidandosi ai Giant Studios che utilizzando attori hollywoodiani del calibro di Keith Carradine e Marsha Thomason, che renderanno l'espressività dei personaggi molto più realistica. In origine doveva essere presente anche una modalità multigiocatore, tuttavia questa non è presente nella versione finale del gioco.

## Modalità di gioco
In questo capitolo il gameplay è stato rivoluzionato: adesso i livelli sono suddivisi in sezioni e il sistema di salvataggio è stato cambiato, così come l'interfaccia, difatti la mappa è stata sostituita da un radar che segnala i personaggi e le uscite presenti nei livelli. Adesso 47 può ripararsi dietro i muri, utilizzando quindi le coperture.
Adesso il livello di sospetto varia dal tipo di abito che indossiamo. Se 47 indossa abiti da scienziato, verrà notato solo da chi esercita quella professione. È stata poi aggiunta la possibilità di "nascondersi". Ad esempio, se 47 usa un travestimento da elettricista, può fingere di essere impegnato a riparare un fusibile, passando così inosservato agli occhi degli altri operai. Inoltre 47 è dotato dell'Istinto, che gli permette di anticipare le mosse dei nemici, di guardare oltre i muri e (solo se travestito) di passare inosservato.
È stata aggiunta la possibilità di combattere corpo a corpo e di mettere K.O i nemici silenziosamente col solo utilizzo delle mani. È stata cambiata la modalità di tiro e rimossa la visuale in prima persona. Adesso, attraverso il "Tiro rapido", è possibile utilizzare l'istinto che ci permette di selezionare i nemici ed eliminarli in pochi secondi.
Il covo dove poter fare pratica con le armi è stato rimosso. Al suo posto, abbiamo soltanto una voce del menù denominata "Covo" da dove è possibile potenziare le proprie armi. 
Tra le rimozioni ricordiamo la possibilità di comprare informazioni, di scegliere il proprio equipaggiamento prima di una missione, i giornali a fine missione e la "notorietà".

### Modalità Contracts
La modalità Contracts è una modalità in cui i giocatori possono mandarsi contratti a vicenda, cambiando a proprio piacimento i requisiti del contratto. Ad esempio il giocatore può decidere in che modo deve morire il bersaglio, se bisogna indossare un abito specifico, quale uscita usare o farlo sembrare un incidente. Il giocatore può scegliere massimo tre bersagli, selezionabili liberamente in giro per le mappe del giocatore singolo. Vi è anche la possibilità di cambiare titolo e descrizione al contratto che in seguito verrà mandato ai giocatori scelti, creando vere e proprie storie di pura fantasia.
Gli sviluppatori si sono ispirati ai fan che sui forum si davano dei "contratti" a vicenda, richiedendo ad altri utenti di assassinare un preciso bersaglio in un determinato modo.

## Accoglienza
Il gioco ha ricevuto ottimi voti sin dall'inizio, per via di meccaniche stealth sviluppate molto bene, livelli vari e rigiocabili, bersagli da poter assassinare in svariati modi e un buon accollamento al passato, senza stravolgere la natura del gameplay, sebbene i livelli di gioco appaiano più lineari rispetto ai precedenti capitoli. Allo stesso tempo, però, sono state criticate le meccaniche shooter, non all'altezza delle produzioni moderne. Il titolo ha la media dell'8 su Metacritic, con una ventina di recensioni che promuovono il gioco dandogli un voto dall'8 in su.
- GameStorm - 8/10
- Everyeye - 9/10
- VGNetwork - 9/10
- OPM - 9/10
- Eurogamer - 7/10
- Videogamer - 5/10
- IBTimes (UK) - 5/10
- IBTimes (IT) - 8.5/10
- PCGamer - 66%
- Joystiq - 4/5
- GameSpot - 7.5/10
- NowGamer - 8/10
- Play Generation - 91/100
- CVG - 9/10
- Game Informer 8.8/10
- Gametrailers - 6.9/10
- OXM - 9/10
- Xbox 360 Achievements - 83/100
- IGN - 9/10

## Easter Eggs
- Nel primo livello Una faccenda privata , nella villa al piano terra se si sparerà a tutte le conchiglie della stanza e se si punterà la pistola sul lago si potrà vedere una strana creatura che salirà dall'acqua e poi ritornerà nelle profondità del lago. Questo è un chiaro riferimento al Loch Ness e al mostro marino Nessie.
- Nel livello ambientato al bar dei motociclisti, in South Dakota, si può trovare Kane, personaggio del titolo Kane & Lynch: Dead Men, titolo sviluppato dalla stessa casa produttrice di Hitman. In una conversazione Kane afferma di stare aspettando il suo "collega" per recuperare degli attrezzi.
- Nel livello ambientato all'armeria, è possibile trovare Lynch che spara a dei bersagli al poligono, imprecando contro di loro proprio come nel titolo Kane & Lynch: Dead Men . Un cliente chiede delle cartucce al negoziante, ma egli afferma che le ha usate tutte un uomo, cioè Lynch, che continua a imprecare contro tutto e tutti. I due discutono anche su quanto sia stupido imprecare di continuo, cosa che accade di continuo in Kane & Lynch: Dead Men. Sempre nel livello dell'armeria, nel poligono riservato ai poliziotti vi è un divano con sopra poggiata una borsa con mimetica militare con su scritto "CROFT," palese riferimento a Lara Croft, protagonista della serie Tomb Raider.
- Nel livello End of the Road, sparando a tutti gli avvoltoi in cielo, apparirà un camioncino dei gelati che metterà sotto Lenny a tutta velocità, facendogli spiccare un volo di diversi metri, uccidendolo sul colpo.
- Nel livello in cui 47 si infiltra nello stabilimento Dexter, sparando alla grossa bomba esposta all'ingresso in punta alla stessa, questa esplode immediatamente come una testata atomica e la visuale successiva a distanza dall'accaduto mostra Lynch e due ragazze intenti a prendere la tintarella nel deserto con sullo sfondo il "fungo" atomico dell'esplosione che ribollisce la terra seguito dal vento atomico che con una luce accecante spazza via gli astanti seguito dalla scritta su schermo di "game over".
- Nella livello Fabbrica della morte all'interno di un magazzino nell'area test del laboratorio, c'è un maiale. Se si ucciderà l'ignaro suino con un colpo in testa salterà fuori (letteralmente) un punto esclamativo rimbalzante come quelli visti sulla testa dei nemici in tutta la serie Metal Gear, con tanto di suono caratteristico.
- Nel livello L'attacco delle Saints è un tributo alla serie Kill Bill di Quentin Tarantino. Le stesse Saints sono ispirate alla Deadly Viper Assassination Squad: l'attrice Vivica A. Fox, che aveva interpretato il ruolo dell'assassina Vernita Green nel film del 2003 Kill Bill: Volume 1, presta la propria voce a Lasandra Belle Dixon e la posa in piedi di alcune delle "suore" ricorda la scena in cui i 4 membri della D.V.A.S. si allineano di fronte alla chiesa Due Pini.
- Nel livello Unico nel suo genere, se si scende nel piano interrato della sartoria di Tommy Clemenza, si troveranno dei memorabili di Hitman: Blood Money: si possono trovare appesi alle pareti ritagli di giornali relativi a Alvaro D'Alvade e Swing King, oltre a un calendario sexy di Eve e a un manifesto (in italiano anche nella versione originale) della Tosca di Giacomo Puccini, la stessa opera in cui era intento recitare D'Alvade in Hitman: Blood Money. In un fagotto accanto alla cassaforte nel seminterrato, si potrà infine trovare l'esclusivo costume da uccello, travestimento già apparso nella missione A caccia di corvi sempre in Blood Money.